# Dassioko
Dassioko  est une localité du sud de la Côte d'Ivoire, et appartenant au département de Divo, Région du Sud-Bandama. La localité de Dassioko est un chef-lieu de commune.